# پری دندان (فیلم)
پری دندان (به انگلیسی: tooth fairy) نام یک فیلم کمدی و فانتزی به کارگردانی مایکل لمبک محصول سال ۲۰۱۰ آمریکاست. بازیگر نقش اول این فیلم دواین جانسون است و در کنار او اشلی جاد و جولی اندروز به نقش آفرینی پرداخته‌اند. فیلم در ونکوور کانادا فیلمبرداری شده‌است.

## داستان
درک تامپسون (دواین جانسون) یک بازیکن حرفه‌ای هاکی است. او در هر بازی با چنان قدرتی به بازیکنان حریف می‌زند که دندان آنها از جا کنده می‌شود به همین دلیل او با نام پری دندان مشهور شده‌است. شبی درک از زیر بالشت دختر شش سالهِ دوست دخترش چند دلار پول می‌دزدد که به جای دندان افتاده‌اش گذاشته شده بود. شب بعد او در خواب احساس ناراحتی می‌کند و وقتی از خواب بیدار می‌شود دو بال از پشتش بیرون می‌زند. او یک دعوت نامه از دنیای پری‌ها دریافت می‌کند …

## بازیگران
- دواین جانسون در نقش درک تامپسون.
- اشلی جاد در نقش کارلی. دوست دختر درک.
- جولی اندروز در نقش لیلی. رئیس دنیای پری‌ها.
- استفن مرچنت در نقش تریسی.